# Kínai hadtudományos irodalom
Kína különleges figyelmet érdemel a hadtudomány iránt érdeklődő és a hadtudománnyal foglalkozó szakemberek részéről, hiszen e majd négyezer éves kultúra háborúktól terhes történelme során roppant mennyiségű elméleti mű született a hadtudomány, hadviselés, hadvezetés stb. témakörben. Ha csupán a történetei művekben megörökített háborúkat számoljuk össze, a legendák korától a 19. századi Ópiumháborúkig, Kína nem kevesebb mint 3645 alkalommal viselt külső vagy belső háborút. E meghökkentő mennyiségű hadi vállalkozás több száz hadvezért, tudóst, írástudót sarkallt arra, hogy a taktika és stratégia kérdéseiről, valamint a hadászatról, haditechnikáról, a kor keretei között, tudományos igénnyel értekezzen, saját gyakorlati tapasztalatukat, vagy csupán elképzeléseiket, elméleteiket, bambuszcsíkokra, selyemre vagy papírra vessék. Máig négy-, ötszáz ilyen mű létezéséről van tudomásunk, melyek közül csak alig néhány tucat került a modern tudományos érdeklődés középpontjába.

## Szórványok
A hadművészet tudatos és rendszerezett fogalma nem korábbi az i. e. 4. századnál, ugyanis ebből az időből maradt ránk töredékes formában a legrégibb görög nyelvű hadművészeti kézikönyv. A hadművészet, ez a nemzedékről nemzedékre öröklődő, évszázadok katonai, harci tapasztalatait összegző mindig meg-megújuló ismeretanyag, módszertár azonban sokkal régebbi az áttekintésének, összegzésének, rendszerbefoglalásának első kísérleteivel. Mondhatjuk, hogy a hadművészet a fegyveres erőszakkal, a háborúval egyidős. A hadtudományos irodalom előtti hadművészet szorosan összekapcsolódik a hadtörténettel, hiszen ezen harcokban, ütközetekben, háborúkban alkalmazott hadműveletek segítségével rekonstruálható a korabeli hadművészet főbb elvei, módszerei. Épp ezért az ókori hadviselésnek csaknem egyenértékű forrásai a szorosabb értelemben vett hadtudományi, elméleti munkák mellett a történetírók, filozófusok, politikusok katonai vonatkozású, legtöbbször csak odavetett, esetleges adatai is.
A hadművészeti, katonai irodalom Kínában a Csou (Zhou)-kor utolsó szakaszában, a Hadakozó fejedelemségek idején (i. e. 403-221) született meg. Az ekkor megjelenő hadtudománynak elsődleges célja, hogy az elavult és nem hatékony patriarchális szervezésű hadsereg helyett, egy új ütőképes és a hegemóniát megszerezni képes hadsereg felállításának, megszervezésének, irányításának feltételeit felvázolja, egy új típusú háború, a hegemón-háború elméletét kidolgozza. Ahhoz hasonlóan, ahogy ekkoriban a politikai filozófiai gondolkozásban is jelentős fordulópontot hozott az, hogy az állami érdekeknek alárendelik-e a patriarchális érdekeket, a hadtudományi művek is akkor bizonyultak sikeresnek, előremutatónak, ha a hadsereg, a hadviselés érdekei alá tudták rendelni a patriarchális arisztokrácia érdekeit.
A kínai hadtudomány fontos forrásai azon filozófiai, illetve történeti művek, melyek hosszabb-rövidebb terjedelemben foglalkoznak a hadviselés politikai, gazdasági, társadalmi, morális, filozófiai, valamint technikai kérdéseivel. részleteivel. A továbbiakban az olyan művek rövid felsorolása található, melyek szórványokban tartalmaznak a hadtudományos irodalom tárgykörébe sorolható részleteket, fejezeteket, de ennek ellenére maguk a művek nem tekinthetők kifejezetten hadtudományos szakmunkáknak.
Filozófia művek:
- Tao Te king (Dao de jing) 道德經
- Csuang-ce (Zhuangzi) 莊子
- Ven-ce (Wenzi) 文子
- Kuj Ku-ce (Gui Guzi) 鬼谷子
- Ho Kuan-ce (He Guanzi) 鶡冠子
- Meng-ce (Mengzi) 孟子
- Hszün-ce (Xunzi) 荀子
- Kuan-ce (Guanzi) 管子
- Mo-ce (Mozi) 墨子
- Han Fej-ce (Han Feizi) 韓非子

Történeti művek:
- Co csuan (Zuo zhuan) 左傳
- Csan-kuo cö (Zhanguo ce) 戰國策
- Si ki (Shi ji) 史記
- Valamennyi hivatalos dinasztikus történeti mű.

## Mennyisége
Lásd
| Dinasztiák, korok          | Évek száma | A hadtudományos művek száma | Százalékban | Könyv/Év |
| -------------------------- | ---------- | --------------------------- | ----------- | -------- |
| Csou (Zhou)                | 809        | 92                          | 11,4        | 0,10     |
| Csin (Qin)                 | 14         | 20                          | 2,5         | 1,33     |
| Han                        | 422        | 25                          | 3,1         | 0,06     |
| Három királyság            | 59         | 60                          | 7,4         | 1,07     |
| Cin (Jin)                  | 155        | 16                          | 2,0         | 0,07     |
| Északi és déli dinasztiák  | 102        | 23                          | 2,8         | 0,14     |
| Szuj (Sui) és Tang         | 325        | 77                          | 9,6         | 0,24     |
| Öt dinasztia, Szung (Song) | 372        | 107                         | 13,3        | 0,29     |
| Liao, Jüan (Yuan) stb.     | 253        | 16                          | 2,0         | 0,04     |
| Ming                       | 276        | 268                         | 33,3        | 0,97     |
| Csing (Qing)               | 267        | 101                         | 12,5        | 0,38     |

## A hadművészeti kánon hét könyve
A Szung (Song)-dinasztia idején, a 11. században a konfuciánus, a taoista és a buddhista művekhez hasonlóan kanonizálták a hadművészet legjelesebb kézikönyveket is. A hadművészeti kánon hét könyve című gyűjteménybe hét, addig született mű került be. Azon műveket gyűjtötték egybe, melyeket annyira jelentős és hasznos alkotásnak minősíttették, hogy alapos tanulmányozásukat és ismeretüket hosszú évszázadokon át kötelezően megkívánták valamennyi felelős rangban, fokozatban álló politikustól és katonaembertől. Így célszerű ezen műveket egy külön táblázatban ismertetni:
| Cím | Szerző                                                         | Tartalom | Dinasztia                                                        | Dátum                                           | Kép | Leírás |
| --- | -------------------------------------------------------------- | --- | ---------------------------------------------------------------- | ----------------------------------------------- | --- | --- |
| Szun-ce: (Sunzi:) A háború művészete (Szun-ce ping-fa (Sunzi bingfa) 孫子兵法)                                                                           | Szun-ce (Sunzi) (孫子)                                         | A mű logikusan szerkesztett 13 fejezetben a hadviselés olyan alapvető kérdésköreit tárgyalja, mint a diplomácia a különböző államok között, a hadviselés gazdasági feltételei, konkrét taktikai és hadműveleti problémák, terepviszonyok és a hírszerzés.                                                      | Tavasz és ősz korszak (valójában a Hadakozó fejedelemségek kora) | bizonytalan, hagyományosan: kb. i. e. 6. század |     | A háború művészetének bambuszcsíkokra írt, a korabeli formátumot idéző kiadása Csien-lung (Qianlong) császár uralkodása idejéről. |
| Vu-ce (Wuzi): A háború művészete (Vu-ce ping fa (Wuzi bing fa) 吳子兵法)                                                                                 | Vu-ce (Wuzi) (吳子)                                            | A mű hat fejezetben a 6 fejezetben a hadszervezés, hadviselés elméleti és gyakorlati kérdéseit, valamint annak politikai aspektusait tárgyalja párbeszédes formában. | a Hadakozó fejedelemségek kora                                   | bizonytalan, hagyományosan: kb. i. e. 4. század |     | Vu csi (Wu Qu) portréja |
| A tábornagy metódusa (Sze-ma fa (Sima fa) 司馬法) | Sze-ma Zsang-csü (Sima Rangju) (司馬穰苴)                      | A szöveg öt fejezetben tárgyalja az általános politika, valamint a hadtudomány olyan kérdéseit, mint a haderő szervezés, a katonai közigazgatás, a fegyelem, az alapvető morális értékek, a stratégia és a taktika.                                                                                            | a Hadakozó fejedelemségek kora                                   | i. e. 4. század                                 |     | A Sze-ma fa (Sima fa) Ming-kori kiadásának első lapja                                                                             |
| A hat titkos tanítás (Liu tao 六韬) | Csiang Ce-ja (Jiang Ziya) (姜子牙)                             | Taj Kung (Tai Gong) politikai és hadászati útmutatásait tartalmazza, amelyet a Cso (Zhou)-dinasztia ven (Wen) és Vu (Wu) királya számára adott elő. A mű nem csupán a hadviselés és a stratégia, taktika kérdéseit tárgyalja, de részletesen kitér a kormányzás alapelveire is.                                | Csou (Zhou)-kor                                                  | hagyományosan: i. e. 11. század                 |     | Csiang Ce-ja (Jiang Ziya) portréja                                                                                                |
| Vej Liao-ce (Wei Liaozi) (尉繚子) | Vej Liao (Wei Liao) (尉繚)                                     | A mű összesen 24 fejezetben tárgyalja a hadviselés, fegyveres konfliktusok civil és katonai szempontjait. Nagy hangsúlyt fektet a mezőgazdasági termelő munkára és az emberekre, melyeket az állam két legfontosabb pillérének tart. A kormányzati értékek közül az emberségességet és az erényt hangsúlyozza. | a Hadakozó fejedelemségek kora                                   | i. e. 4-3. század                               |     | A mű hagyományos kiadásának első lapja                                                                                            |
| Huang Si-kung (Huang Shigong) három stratégiája (Huang Si-kung szan lüe (Huang Shigong san lüe) 黄石公三略)                                              | bizonytalan, hagyományosan: Csiang Ce-ja (Jiang Ziya) (姜子牙) | A mű 3 fejezetben a helyes kormányzás módszerére és a hadsereg igazgatására fókuszál. Tetten érhető az erős taoista hatás, ugyanakkor jelen vannak benne a konfuciánus eszmények és a legizmus tanítása is. | Keleti Han-dinasztia                                             | időszámítás kezdete körül                       |     | A mű hagyományos kiadásának első lapja                                                                                            |
| Tang Taj-cung (Tang Taizong) és Li vej-kung (Li Weigong) dialógusai Tang Taj-cung Li Vej-kung ven-tuj (Tang Taizong Li Weigong wendui) 唐太宗李衛公問對) | Taj-cung (Taizong) császár (太宗) és Li Csing (Li Jing) (李靖) | hamarosan | Tang-kor                                                         | 7. század                                       |     | A Tang-dinasztia császárának, Taj-cung (Taizong)nak a portréja                                                                    |

## Egyéb művek
| Cím                                                                                                  | Szerző                                                                                                 | Tartalom  | Korszak                        | Dátum           | Kép   | Leírás                                                        |
| --- | --- | --------- | ------------------------------ | --------------- | ----- | ------------------------------------------------------------- |
| Szun Pin: (Sun Bin:)A háború művészete (Szun Pin ping fa (Sun Bin bing fa) 孫臏兵法)                 | Szun Pin (Sun Bin) (孫臏)                                                                              | hamarosan | a Hadakozó fejedelemségek kora | i. e. 4. század | nincs | nincs                                                         |
| Harminchat taktika (Szan-si-liu csi (Sanshiliu ji) 三十六計)                                         | Ismeretlen                                                                                             | hamarosan | Bizonytalan                    | Bizonytalan     |       | A mű Ming-kori kiadásának egyik oldala.                       |
| A hadművészet klasszikusainak legfontosabb gyűjteménye (Vu-csing cung-jao (Wujing zongyao) 武經總要) | Ceng Kung-liang (Zeng Gongliang) (曾公亮), Ting Tu (Ding Du) (丁度), Jang Vej-tö (Yang Weide) (楊惟德) | hamarosan | Északi Szung (Song)-dinasztia  | i. sz. 1044.    |       | hamarosan                                                     |
| A tüzes sárkány könyve (Huo lung csing (Huo long jing) 火龍經)                                       | Csiao Jü (Jiao Yu) (焦玉) Liu Csi (Liu Ji) (劉基)                                                      | hamarosan | Ming-dinasztia                 | 14. század      |       | hamarosan                                                     |
| Csi hsziao hszin su (Ji xiao xin shu) (紀效新書)                                                     | Csi Csi-kuang (Qi Jiguang) (戚继光)                                                                    | hamarosan | a Ming-dinasztia               | 16. század      |       | A mű szerzőjének, Csi Csi-kuang (Qi Jiguang)nak a mellszobra. |

### Magyarul
- Édes Bálint 1996. Szun Ce: A hadviselés tudománya. (Ford.: Édes Bálint) Göncöl Kiadó, Budapest. ISBN 963-9183-39-3
- Hahn István 1963. A hadművészet ókori klasszikusai. (Szerk., bevezető: Hahn István) Zrínyi Katonai Kiadó, Budapest.
- Szántai Zsolt – Tokaji Zsolt 2008. Szun-ce: A háború művészete. (Ford.: Szántai Zsolt – Tokaji Zsolt) Cartaphilus Könyvkiadó, Budapest. ISBN 978-963-7448-54-6
- Tokaji Zsolt 1996. Szun mester: A' hadakozás regulái. (Ford.: Tokaji Zsolt) Terebess Kiadó, Budapest, 1996.; 2. kiadás: Fapadoskonyv.hu, Budapest 2010. ISBN 978-963-329-085-9
- Tokaji Zsolt 1997. A régi Kína fegyverei. Zrínyi Kiadó – Terebess Kiadó, Budapest. ISBN 963-327-289-0
- Tokaji Zsolt 1998. Wuzi: A hadviselés törvényei. A Wuzi bingfa fordítása és történeti vonatkozásai. Budapest: ELTE–BTK, Orientalisztikai Intézet, Kínai szak. (Kézirat)
- Tokaji Zsolt 1998. Vu-ce: A háború útja. (Ford., jegyz.: Tokaji Zsolt) Budapest, Terebess Kiadó. ISBN 963-9147-09-5
- Tokaji Zsolt 2003. Szun Pin: A háború művészete. (Ford., tanulmány, jegyz.: Tokaji Zsolt) Szeged, Szukits Könyvkiadó. ISBN 963-9344-63-X
- ↑ Tokaji 2011.:  Tokaji Zsolt (ford.) Tai Gong hat titkos tanítása. Kelet klasszikusai. Fapadoskonyv.hu, Budapest, 2011. ISBN 978 963 329 482 6
- ↑ Tokaji 2016.:  Taj Kung: A háború törvényei. (Ford., jegyz.: Tokaji Zsolt) Harcosok ösvényén. Szenzár Kiadó, Budapest, 1016. ISBN 9789632278025
- Tőkei Ferenc 1986. Kínai filozófia. Ókor. I-III. (Harmadik kiadás) Akadémiai Kiadó, Budapest. ISBN 963-05-4293-5
- Tőkei Ferenc 1995. Szun-ce: A hadviselés törvényei. (Ford.: Tőkei Ferenc) Balassi Kiadó. Budapest. ISBN 963-506-052-1
- A kínai hadtudomány klasszikusai; szerk. Tokaji Zsolt, P. Szabó Sándor; Dialóg Campus, Budapest, 2018 (Pro militum artibus)

### Idegen nyelven
- ↑ Du Wenyu 2007:  Tu Ven-jü (Du Wenyu) 杜文玉 (szerk.). Tu suo Csung-kuo ku-taj ping-csi jü ping-su (Tu shuo Zhongguo gudai bingqi yu bingshu) 《图说中国古代兵器与兵书》 ("A régi Kína fegyvereinek és katonai műveinek illusztrált története"). Si-csie tu-su csu-pan (Shijie tushu chuban) 世界图书出版, Hszi'an (Xi'an) 西安, Peking (Beijing) 北京, Kuangcsou (Guangzhou) 广州, Sanghaj (Shanghai) 上海 2007. ISBN 978-7-5062-8517-9
- ↑ Needham 1994:  Joseph Needham. Science and Civilisation in China. Chemistry and Chemical Technology. (Vol.5.)  Military Technology: Missiles and Sieges. (Part. 7.) (Coll.: Robin D.S. Yates, Krzysztof Gawlikowski, Edward McEwen, Wang Ling). Cambridge University Press. 1994. ISBN 0 521 32727 X
- ↑ Sawyer 1993:  Ralph D. Sawyer. The Seven Military Classics of Ancient China. (Transl. and commentary: R. D. Sawyer – Mei-chün Sawyer) Westview Press, Boulder – San Francisco – Oxford 1993. ISBN 0-8133-1228-0